# Lakkur, Holenarsipur
Lakkur là một làng thuộc tehsil Holenarsipur, huyện Hassan, bang Karnataka, Ấn Độ.